# BBC Weather
BBC Weather — метеорологическая служба BBC, отвечающая за подготовку и трансляцию прогнозов погоды для Великобритании и всего мира, подчиняющаяся новостной службе BBC. Сотрудники метеорологической службы работали до 2015 года в Метеорологическом офисе Лондона «Met Office», контракт с которым истёк 23 августа 2015 и не был продлён по финансовым соображениям; с 2017 года BBC начнёт сотрудничество с компанией MeteoGroup, при этом пользуясь до заключения контракта услугами Met Office. Дольше всех здесь в метеорологической службе BBC Weather работал Майкл Фиш (с 1974 по 2010 годы), в настоящее время он является ведущим прогноза погоды в передаче South East Today регионального отделения BBC Юго-Востока Англии.

## История

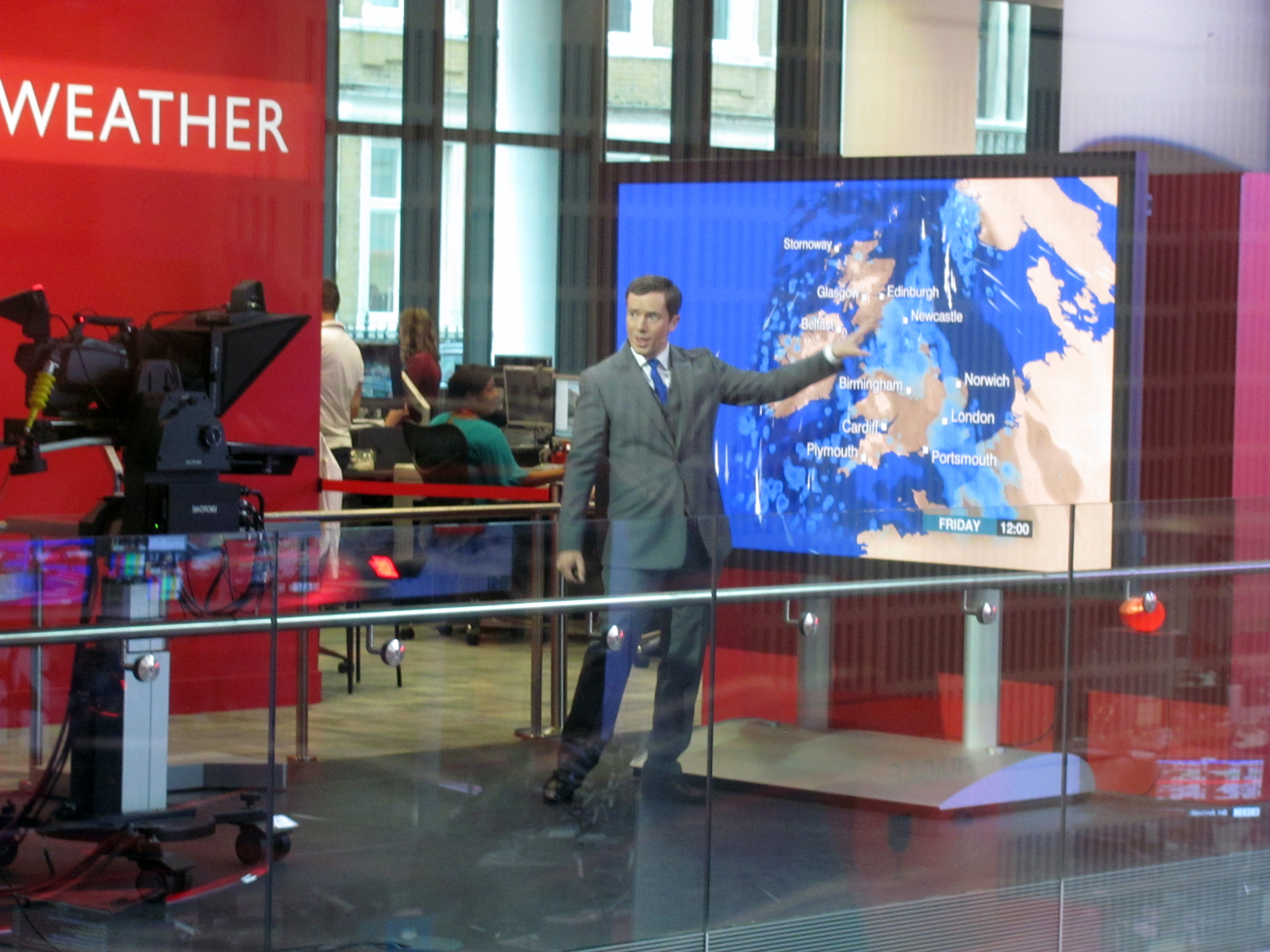
Студия прогноза погоды BBC Weather в 2013 году в Центре вещания Би-би-си

Первый прогноз погоды на радио BBC был представлен 14 ноября 1922 года в Метеорологическом офисе и предназначался для торговых судов. Ежедневные прогнозы погоды стали выходить на радио с 26 марта 1923 года. В 1936 году на Би-би-си начались эксперименты с синоптическими картами для телевидения, а телепрогнозы с картами стали официальной практикой с 1949 года, уже после завершения войны. Карта занимала весь экран, а диктор за кадром зачитывал прогноз на следующий день.
11 января 1954 впервые ведущий сам представлял прогноз на фоне карты: им был Джордж Коулинг. Все карты были нарисованы от руки и затем уже разосланы по всему Лондону. Прогнозы составляли те же специалисты, что и составляли карты, поэтому точность была не слишком высокой. Открывшийся в 1959 году Лондонский погодный центр взял на себя обязанности по радиопрогнозам погоды: он же и занимался отбором ведущих.
В 1962 году в Метеорологическом центре появились первый факс и первый компьютер, что повысило точность прогнозирования и скорость отправки данных ведущим прогнозов погоды. С 1964 года началась практика и спутниковых снимков, но качество их оставляло желать лучшего, а береговую линию прорисовывали фломастером. В 1973 году после установки нового компьютера точность вычислений в Погодном центре выросла вдвое. Параллельно развивались и графические технологии: если ранее на нарисованных от руки картах на магнитах прикреплялись условные обозначения погоды (условные изображения или листки, причём порой с грубыми орфографическими ошибками), то с развитием компьютерной техники и внедрением хромакея и CGI-графики у ведущего появлялся больший контроль над отображаемой информацией. Впрочем, условные символы были наглядными и не требовали наличия какой-либо легенды рядом с картой. В 1985 году в компьютерной графике были представлены устоявшиеся символы осадков и облачности: прогнозы погоды с таким оформлением широко принимались благодаря простоте и понятности. Метеорологическая служба BBC Weather была даже удостоена в 1993 году премии Королевского телевизионного общества.
Символом прогнозов погоды от Би-би-си стал телеведущий Майкл Флеш, который всегда появлялся в экстравагантных костюмах (так, в одном из выпусков он появился в сине-зелёном свитере со всеми погодными символами). Однако в 1987 году Флеш стал объектом невероятного скандала: в ночь с 15 на 16 октября 1987 года на Великобританию обрушился так называемый «Великий шторм», и за несколько часов до того, как шторм достиг британских берегов, Флеш начал свой прогноз со следующих слов:

Сегодня не так давно, похоже, женщина позвонила на BBC и сказала, что слышала, что приближается ураган. Что ж, если вы сейчас смотрите нас, не беспокойтесь, его не будет.
Оригинальный текст (англ.)Earlier on today, apparently, a woman rang the BBC and said she heard there was a hurricane on the way. Well, if you're watching, don't worry, there isn't.

В словах Флеша была доля истины: тропические ураганы не могут достичь британских широт, а речь он вёл об урагане «Флойд», обрушившемся на Флориду. Тем не менее, на юг Англии обрушился шторм, и это заявление Флеша стало в массовой культуре одним из самых глупых и нелепых.
Со 2 октября 2000 года все погодные карты BBC Weather и все метеосводки основаны на спутниковых снимках. В мае 2005 года после очередного редизайна были утверждены погодные обозначения: предыдущие использовались без изменений почти 30 лет. Вместо плоской карты появился трёхмерный глобус, а разные температурные зоны теперь показываются разными цветами. Также яркость карты указывает на облачность, а синими и белыми анимированными зонами показываются дождь и снег. Графическая составляющая легла на обязанности компании Weatherscape XT,  дочерним предприятием новозеландской компании Metservice.
Мнения по поводу нового дизайна разделились: одним он показался точным и современным, другим не понравился из-за цветовой гаммы. Также изначально в карте были несколько ошибок: размеры Шотландии превышали размер Девона, а Шетлендские острова практически были невидимыми, как Лондон и Юго-Восточная Англия. Шотландские тележурналисты обвинили Би-би-си в некомпетентности и даже политических провокациях. Карту переделали, а сотрудников обязали исследовать британские территории для подготовки прогнозов погоды гораздо чаще. Новый дизайн в 2006 году был удостоен серебряного приза на премии Promax/BDA Awards, но возмущения зрителей по поводу цветовой гаммы продолжились (в том числе и по поводу отсутствия сводки на ближайшие 36 часов). В том же 2006 году для отображения воды был добавлен эффект ряби.
В 2015 году контракт с Метеорологическим офисом (Met Office) истёк, и Би-би-си объявило об открытом конкурсе на должность нового сотрудника с BBC Weather. Двумя планируемыми кандидатами были MetraWeather (отвечает за графику BBC с 2005 года) и MeteoGroup. Они должны были в 2016 году решить, кто будет следующим сотрудничать с Би-би-си. Сводки Метеорологического офиса (а именно из Национальной службы погодных предупреждений) и Агентства по делам береговой охраны и линии побережья продолжают поступать в Би-би-си.

## Технологические элементы

### Сайт
Официальный сайт BBC Weather предоставляет прогноз погоды для Великобритании и мира с помощью анимированных символов и формата, аналогичного по конструкции к тому, что используется для телевизионных трансляций. Сайт работает с 1997 года и, помимо прогноза погоды, предоставляет информацию о видах спорта для каждого времени года, сводку погоды на Рождество и ряд некоторых фактов о природе и метеорологии.

### Приложения
20 мая 2013 года было запущено приложение BBC Weather App для устройств iOS (изначально оно не было предусмотрено для iPad) и Android (доступно через Google Play). Разработчиками значатся Media Applications Technologies, а в качестве источника данных указан Met Office.